# 다나카 겐고
다나카 겐고(일본어: 田中 謙吾, 1989년 12월 30일 ~ )는 일본의 축구 선수이다.

## 구단 경력
그는 2014년부터 2024년까지 J리그의 AC 나가노 파르세이루, 마쓰모토 야마가 FC, 이와키 FC에서 활동하였다.